# Symfonie nr. 96 (Haydn)
De Symfonie nr. 96 is een symfonie van Joseph Haydn, voltooid in 1791. De symfonie heeft als bijnaam de Mirakelsymfonie. Het is de vierde uit zijn Londense symfonieënreeks, die hij componeerde naar aanleiding van 2 bezoeken aan Londen. Het werd voor het eerst uitgevoerd op 11 maart 1791 in de Hanover Square Rooms in Londen.
De bijnaam verkreeg het door een anekdote: na de eerste uitvoering viel een lichtkroon van het plafond in de zaal. Het publiek was juist naar de voorkant van de zaal gelopen om de musici toe te juichen zodat niemand door de lamp geraakt werd, wat de mensen een mirakel vonden. Men vermoedt echter dat dit mirakel zich in werkelijkheid voordeed bij de uitvoering van symfonie 102, zodat de bijnaam aan de verkeerde symfonie werd gegeven.

## Bezetting
- 2 fluiten
- 2 hobo's
- 2 fagotten
- 2 hoorns
- 2 trompetten
- Pauken
- Strijkers

## Delen
Het werk bestaat uit vier delen:
1. Adagio - Allegro
2. Andante
3. Menuetto: Allegretto
4. Finale: Vivace